# Рекуперация (обработка сырья)
Рекуперация — процесс улавливания и возвращения в рабочий цикл сырьевых материалов и полупродуктов.

## Основные сведения
Для рекуперации используются два основных метода:
- адсорбционный;
- компримирование (в нефтепромышленности).

Компримирование экономически эффективно при концентрациях рекуперируемых веществ 5—10 г/м3.

В большинстве случаев для рекуперации используется сорбция на активированном угле.

## Применяемое оборудование
Основные типы адсорберов, используемых при рекуперации:
- вертикальный адсорбер;
- горизонтальный адсорбер;
- адсорбер с развернутой шихтой;
- адсорбер с движущимся слоем сорбента.

## Виды рекуперации
Как правило, рекуперация ведётся по двух-, трёх- или четырёхфазной схеме.
В четырёхфазной схеме различают следующие стадии:
- адсорбция;
- десорбция (в качестве десорбирующего агента обычно применяется водяной пар) + отделение искомого вещества от десорбирубщего агента (при помощи декантации или ректификации);
- сушка слоя сорбента;
- охлаждение слоя сорбента.

В трёхфазной схеме различают два типа:
- Вариант без сушки:
  - адсорбция;
  - десорбция (в качестве десорбирующего агента применяется нагретый инертный газ) + отделение искомого вещества от десорбирующего агента;
  - охлаждение слоя сорбента.

- Вариант без охлаждения

- - адсорбция, на стадии адсорбции охлаждение производится потоком очищенного воздуха;
  - десорбция (в качестве десорбирующего агента обычно применяется водяной пар) + отделение искомого вещества от десорбирубщего агента (при помощи декантации или ректификации);
  - сушка слоя сорбента.

Из этих двух вариантов чаще используют трёхфазный цикл рекуперации без охлаждения.
В двухфазной схеме различают следующие стадии:
- подача нагретой до 35 °C паровоздушной смеси, затем нагретой до 65 °C паровоздушной смеси (то есть параллельно адсорбции идёт сушка);
- десорбция (в качестве десорбирующего агента обычно применяется водяной пар) + отделение искомого вещества от десорбирубщего агента (при помощи декантации или ректификации).

При концентрации рекуперируемого компонента более 3 г/м3 выгоднее вести четырёхфазный цикл, при концентрации рекуперируемого компонента менее 3 г/м3 — трёхфазный.

## Инженерные расчёты рекуперации

### Количество испаряющегося растворителя
Количество испаряющегося растворителя вычисляется по формуле:
где:
- А — коэффициент, являющийся функцией критерия Рейнольдса (A=f(Re));

- M — молярная масса;
- D — коэффициент диффузии вещества в воздухе;
- F — поверхность испарения;
- τ — время испарения;
- p* упругость паров (давление насыщенных паров жидкости);
- p' — давление пара жидкости;
- l — длина воздушного потока над поверхностью испарения.

Второй способ нахождения количества испаряющегося растворителя — по справочным данным через величины обратных скоростей испарения (в качестве эталона взят диэтиловый эфир, ω = 1).